# 강화 청련사 원통암 감로왕탱
청련사 원통암 감로왕탱(靑蓮寺 圓通庵 甘露王幀)은 인천광역시 강화군, 청련사에 있는 일제강점기의 불화이다. 2004년 4월 6일 인천광역시의 유형문화재 제55호로 지정되었다.

## 개요
감로탱은 망인의 천도를 위해 우란분경(盂蘭盆經)의 내용을 도상화한 그림이다. 화면 가운데 커다란 상에 성반(盛飯)을 차려놓고 제를 올리는 광경을 중심으로 위에는 7불이 나란히 서 있고 좌측편에는 아미타삼존불이 우측편에는 지장보살과 인로왕보살이 묘사되어 있다. 성반 아래에는 두 마리 굶주린 아귀가 묘사되어 있고 그 아래로 지옥과 현세의 여러 생활상들을 묘사하고 있다. 이 그림은 대정(大正)5년(1916)에 제작된 것으로 전반적으로 색이 둔탁하다. 그림의 크기는 가로 166.5cm, 세로 146cm이다.

## 참고 문헌
- 청련사 원통암 감로왕탱 - 국가유산청 국가유산포털